# (7285) Seggewiss
(7285) Seggewiss est un astéroïde de la ceinture principale.

## Description
(7285) Seggewiss est un astéroïde de la ceinture principale. Il fut découvert le 2 mars 1990 à La Silla par Eric Walter Elst. Il présente une orbite caractérisée par un demi-grand axe de 2,57 UA, une excentricité de 0,20 et une inclinaison de 12,0° par rapport à l'écliptique.

## Compléments